# On Kawara

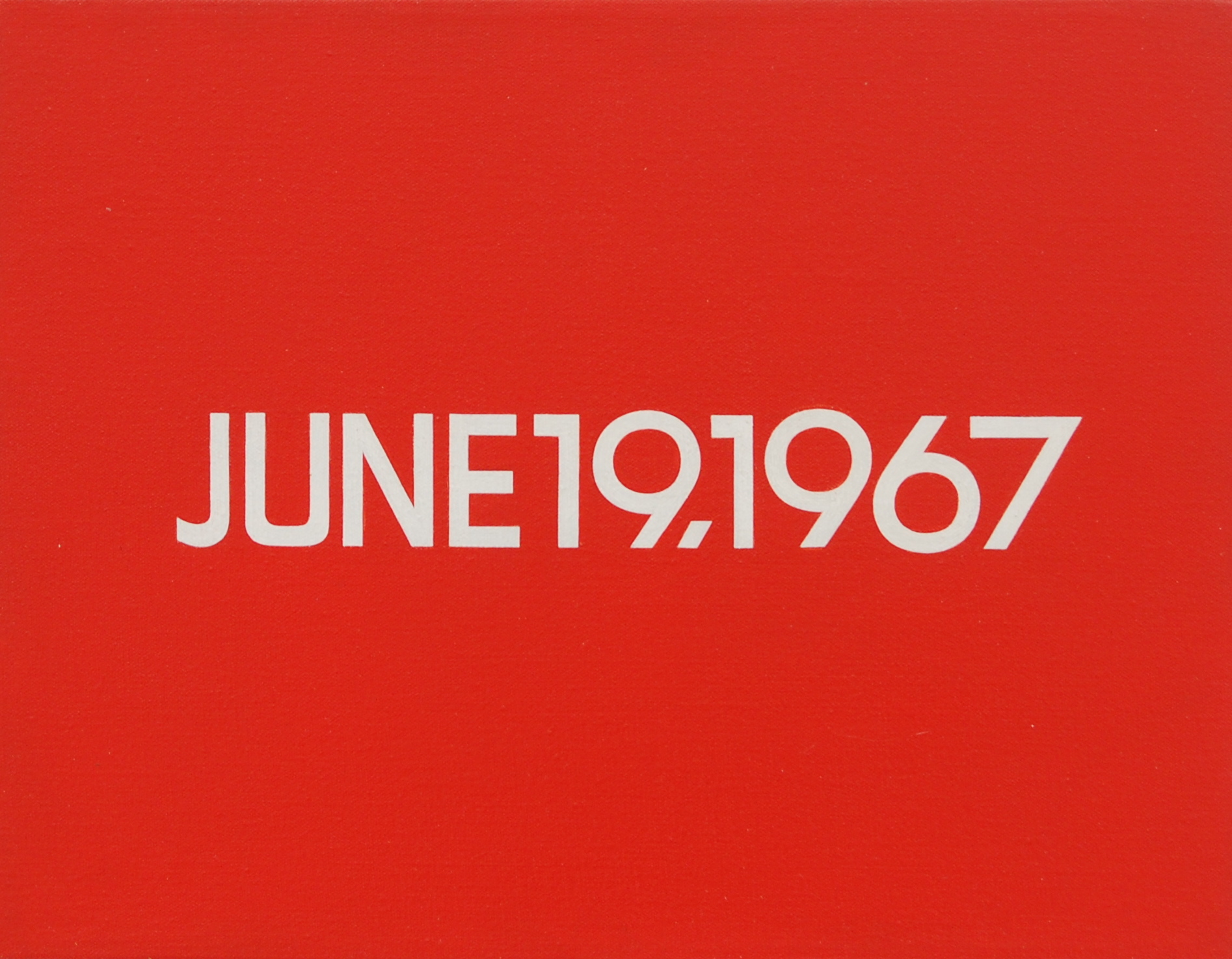
On Kawara: June 19, 1967

On Kawara (Japans: 河原温, Kawara On) (Kariya, 24 december 1932 – New York, 10 juli 2014) was een Japans hedendaags kunstenaar, bekend van onder meer de date paintings die hij vanaf 1966 maakte. Zijn werk behoort tot de conceptuele kunst. Hij nam meerdere keren deel aan de documenta in Kassel (Duitsland).

## Leven en werk
Wat betreft zijn geboortedatum bestaan er twee lezingen, de ene bron geeft 24 december 1932, een andere geeft 2 januari 1933. 
On Kawara vestigde zich in 1965 in New York en reisde veel. Hij gaf geen interviews, liet zich niet fotograferen en verscheen niet op openingen van tentoonstellingen. Zijn werk houdt zich bezig met tijd en plaats.

### Today
De serie Today bestaat uit eenvoudige schilderijen van klein formaat, waar op een monochrome achtergrond met witte letters enkel de datum van de dag waarop het schilderij gemaakt werd geschilderd is. Hij begon deze serie op 4 januari 1966. Er zijn enkele regels waar hij zich aan hield. 1. Als een schilderij om twaalf uur 's nachts niet klaar was, werd het vernietigd. 2. Bij ieder schilderij hoort een krantenknipsel van het hoofdonderwerp dat op die dag actueel was. 3. Kawara gebruikte voor de schilderijen de taal en het datumformaat van de plaats waar hij zich op dat moment bevond. Zo ontstonden meer dan tweeduizend datumschilderijen uit meer dan honderd verschillende steden. In een honderdjarige kalender hield Kawara precies bij op welke dagen hij een schilderij maakte, wat het formaat was, een uitstrijkje van de verf die hij gebruikte, en de krantenkop van de bewuste dag.

### I'm still alive
Kawara verstuurde tussen 1970 en 1979 regelmatig telegrammen naar zijn vrienden en collega's met de tekst I AM STILL ALIVE. ON KAWARA. Aan deze serie gingen in 1969 drie telegrammen vooraf die hij voor de tentoonstelling 18 Paris IV.70 stuurde aan de tentoonstellingsmaker Michel Claura. De teksten van deze telegrammen waren: „6 dec 1969 - I AM NOT GOING TO COMMIT SUICIDE DONT WORRY“, „8 dec 1969 - I AM NOT GOING TO COMMIT SUICIDE WORRY“ en „11 dec 1969 - I AM GOING TO SLEEP FORGET IT“.

### I got up
In de jaren 1970 verstuurde hij ook postkaarten aan vrienden en bekenden waarop hij het precieze tijdstip aangaf waarop hij die dag was opgestaan. Voor tentoonstellingen van zijn werk werden deze postkaarten bijeengebracht en geëxposeerd.

## Kunstenaarsboeken
On Kawara maakte verschillende kunstenaarsboeken:
- One Million Years, 1999, Editions Micheline Szwajcer & Michèle Didier (2 delen)[3]
- I MET, 2004, Editions Micheline Szwajcer & Michèle Didier (12 delen)
- I WENT, 2007, mfc-michèle didier (12 delen)
- I GOT UP, 2008, mfc-michèle didier (12 delen)

## Tentoonstellingen
Een beperkt overzicht van zijn solo- en groepstentoonstellingen:
- Tokyo Biënnale (1970), Tokyo
- Kyoto Biënnale (1976), Kyoto
- Biënnale van Venetië (1976), Venetië
- Documenta 6 (1977), Kassel
- On Kawara: continuity/discontinuity 1963-1979 (1980), Stockholm, Essen, Eindhoven, Osaka
- Documenta 7 (1982), Kassel
- Date paintings in 89 cities (1991-1993), Rotterdam, Hamburg, Boston, San Francisco
- On Kawara: One Thousand Days One Million Years (1993), New York
- Whole and Parts 1964-1995 (1996), Villeurbanne, Lille, Turin, Barcelona, Tokyo
- Documenta 11 (2002), Kassel
- On Kawara (2003-2004), Museum Kurhaus Kleve, Kleef
- Radical Conceptual (2010) Museum für Moderne Kunst (MMK), Frankfurt am Main